# Ochrosomera itremo
Ochrosomera itremo är en fjärilsart som beskrevs av Pierre E.L. Viette 1978. Ochrosomera itremo ingår i släktet Ochrosomera och familjen tandspinnare. Inga underarter finns listade i Catalogue of Life.